# Дипалладийтрииндий
Дипалладийтрииндий — бинарное неорганическое соединение, интерметаллид
палладия и индия
с формулой In3Pd2,
кристаллы.

## Получение
- Сплавление стехиометрических количеств чистых веществ:

{\displaystyle {\mathsf {2Pd+3In\ {\xrightarrow {709^{o}C}}\ In_{3}Pd_{2}}}}

## Физические свойства
Дипалладийтрииндий образует кристаллы
тригональной сингонии,
пространственная группа P 3m1,
параметры ячейки a = 0,452 нм, c = 0,549 нм, Z = 1,
структура типа триалюминийдиникеля Al3Ni2
.
Соединение образуется по перитектической реакции при температуре 709°C(717°C).